# منتخب الكويت للإسكواش
يمثل منتخب الكويت للإسكواش دولة الكويت في مسابقات فرق الإسكواش الدولية، ويديره الاتحاد الكويتي للإسكواش.
منذ عام 1976 شاركت الكويت في جولة واحدة من 16 بطولة العالم المفتوحة للفرق للاسكواش، وذلك عام 2009.[بحاجة لمصدر]

## الممتخب الحالي
- عمار التميمي
- عبد الله المزين

## النتائج
| السنة                | النتيجة         | المركز          | W       | L       |
| -------------------- | --------------- | --------------- | ------- | ------- |
| ملبورن 1967          | لم يحضر         | لم يحضر         | لم يحضر | لم يحضر |
| برمنغهام 1969        | لم يحضر         | لم يحضر         | لم يحضر | لم يحضر |
| بالميرستون نورث 1971 | لم يحضر         | لم يحضر         | لم يحضر | لم يحضر |
| جوهانسبرغ 1973       | لم يحضر         | لم يحضر         | لم يحضر | لم يحضر |
| برمنغهام 1976        | مرحلة المجموعات | العاشر          | 0       | 7       |
| تورونتو 1977         | لم يحضر         | لم يحضر         | لم يحضر | لم يحضر |
| بريزبان 1979         | مرحلة المجموعات | الرابع عشر      | 0       | 8       |
| ستوكهولم 1981        | مرحلة المجموعات | الثامن عشر      | 1       | 5       |
| أوكلاند 1983         | مرحلة المجموعات | الثامن عشر      | 1       | 5       |
| القاهرة 1985         | مرحلة المجموعات | العشرون         | 0       | 7       |
| لندن 1987            | مرحلة المجموعات | الرابع وعشرون   | 2       | 9       |
| سنغافورة 1989        | مرحلة المجموعات | الواحد والعشرون | 4       | 4       |
| هلسنكي 1991          | مرحلة المجموعات | الواحد والعشرون | 3       | 2       |
| كراتشي 1993          | مرحلة المجموعات | السابع والعشرون | 1       | 3       |
| القاهرة 1995         | مرحلة المجموعات | التاسع والعشرون | 3       | 3       |
| بيتالينغ جايا 1997   | مرحلة المجموعات | الثامن والعشرون | 2       | 4       |
| القاهرة 1999         | مرحلة المجموعات | السابع والعشرون | 3       | 3       |
| ملبورن 2001          | لم يحضر         | لم يحضر         | لم يحضر | لم يحضر |
| فيينا 2003           | مرحلة المجموعات | التاسع عشر      | 3       | 4       |
| إسلام آباد 2005      | مرحلة المجموعات | السادس عشر      | 2       | 4       |
| تشيناي 2007          | مرحلة المجموعات | الثاني والعشرون | 3       | 4       |
| أودنسه 2009          | Round of 16     | الخامس عشر      | 3       | 4       |
| بادربورن 2011        | مرحلة المجموعات | الثامن عشر      | 4       | 3       |
| ميلوز 2013           | مرحلة المجموعات | التاسع عشر      | 3       | 3       |
| القاهرة 2015         | أُلغي            | أُلغي            | أُلغي    | أُلغي    |
| مارسيليا 2017        | لم يحضر         | لم يحضر         | لم يحضر | لم يحضر |
| واشنطن العاصمة 2019  | مرحلة المجموعات | الخامس عشر      | 3       | 3       |
| المجموع              | 19/24           | 0 Title         | 41      | 85      |

| السنة             | النتيجة                 | المركز                  |
| ----------------- | ----------------------- | ----------------------- |
| كراتشي 1981       | ليس ضمن الأربعة الأوائل | ليس ضمن الأربعة الأوائل |
| عمان 1984         | ليس ضمن الأربعة الأوائل | ليس ضمن الأربعة الأوائل |
| كوالالمبور 1986   | ليس ضمن الأربعة الأوائل | ليس ضمن الأربعة الأوائل |
| مدينة الكويت 1988 | ليس ضمن الأربعة الأوائل | ليس ضمن الأربعة الأوائل |
| كوالالمبور 1990   | نصف النهائي             | الرابع                  |
| بيشاور 1992       | ليس ضمن الأربعة الأوائل | ليس ضمن الأربعة الأوائل |
| كوالالمبور 1994   | ليس ضمن الأربعة الأوائل | ليس ضمن الأربعة الأوائل |
| عمان 1996         | ليس ضمن الأربعة الأوائل | ليس ضمن الأربعة الأوائل |
| كوالالمبور 1998   | ليس ضمن الأربعة الأوائل | ليس ضمن الأربعة الأوائل |
| هونغ كونغ 2000    | ليس ضمن الأربعة الأوائل | ليس ضمن الأربعة الأوائل |
| كوالالمبور 2002   | ليس ضمن الأربعة الأوائل | ليس ضمن الأربعة الأوائل |
| كوالالمبور 2004   | نصف النهائي             | الرابع                  |
| تايوان 2006       | نصف النهائي             | الثالث                  |
| مدينة الكويت 2008 | النهائي                 | الثاني                  |
| تشيناي 2010       | نصف النهائي             | الرابع                  |
| مدينة الكويت 2012 | نصف النهائي             | الثالث                  |
| هونغ كونغ 2014    | نصف النعائي             | الثالث                  |
| تايوان 2016       | ليس ضمن الأربعة الأوائل | ليس ضمن الأربعة الأوائل |
| تشونغجو 2018      | ليس ضمن الأربعة الأوائل | ليس ضمن الأربعة الأوائل |
| كوالالمبور 2021   | لم يشارك                | لم يشارك                |
| تشونغجو 2022      | النهائي                 | الثاني                  |
| المجموع           | x2 - x3                 | x2 - x3                 |